# Schütte-Lanz D.I
Schütte-Lanz D.I – niemiecki jednomiejscowy samolot myśliwski w układzie dwupłatu z okresu I wojny światowej, zaprojektowany i zbudowany w wytwórni Schütte-Lanz. Wyprodukowana w jednym egzemplarzu maszyna z powodu słabej widoczności z kokpitu nie weszła do produkcji seryjnej.

## Historia
W 1915 roku w niemieckiej wytwórni Schütte-Lanz powstał projekt jednomiejscowego samolotu myśliwskiego w układzie dwupłatu, stworzony przez inż. dypl. Wilhelma Hillmanna i Waltera Steina. Prototyp samolotu nazwanego później Schütte-Lanz D.I zbudowano latem tego roku. Koncepcja myśliwca została zapożyczona z brytyjskiego samolotu Sopwith Tabloid. Do napędu maszyny zastosowano silnik rotacyjny Oberursel U.0 o mocy 59 kW (80 KM), kopię Gnome Lambda. Maszyna miała konwencjonalną drewnianą konstrukcję z płóciennym pokryciem, kokpitem ze sklejki oraz aluminiową osłoną silnika.
Schütte-Lanz D.I poddany został testom przez Idflieg w lutym 1916 roku, które wykazały jego nieprzydatność w roli myśliwca z powodu ograniczonego pola widzenia, znacznie gorszego od jednopłatowców. Konstruktorzy starali się poprawić własności samolotu, modyfikując maszynę i instalując silnik rzędowy Mercedes D.I o mocy 100 KM, jednak nazwany Schütte-Lanz D.II model nie został nigdy oblatany.
Schütte-Lanz D.I był pierwszym niemieckim dwupłatowym myśliwcem.

## Opis konstrukcji i dane techniczne
Schütte-Lanz D.I był jednomiejscowym, jednosilnikowym samolotem myśliwskim w układzie dwupłatu. Długość samolotu wynosiła 5,4 metra, a rozpiętość skrzydeł 7,5 metra. Skrzydła nie miały lotek; sterowanie poziome odbywało się poprzez skręcanie płatów. Komora płatów jednoprzęsłowa, z wysuniętym do przodu płatem górnym. Napęd samolotu stanowił chłodzony powietrzem 7-cylindrowy silnik rotacyjny Oberursel U.0 o mocy 59 kW (80 KM). Prędkość maksymalna wynosiła 135 km/h. Prototyp nie był uzbrojony.